# Mönchengladbach Hauptbahnhof
Mönchengladbach Hauptbahnhof vasútállomás Németországban, Mönchengladbachban. A német vasútállomás-kategóriák közül a második csoportba tartozik.

## Vasútvonalak
Az állomást az alábbi vasútvonalak érintik:
- Aachen–Kassel-vasútvonal

## Forgalom

### Távolsági
| Járat    | Időszak           | Útvonal |
| -------- | ----------------- | --- |
| IC 2222  | hétfőtől péntekig | Aachen – Mönchengladbach – Krefeld – Duisburg – Essen – Dortmund – Hamm (Westf) – Bielefeld – Hannover – Wolfsburg – Berlin-Spandau – Berlin Hbf – Berlin Ostbahnhof                           |
| IC 2223  | hétfőtől péntekig | Berlin Ostbahnhof – Berlin Hbf – Berlin-Spandau – Wolfsburg – Hannover – Bielefeld – Hamm (Westf) – Dortmund – Essen – Duisburg – Krefeld – Mönchengladbach – Aachen                           |
| IC 1918  | péntek            | Aachen – Mönchengladbach – Düsseldorf – Duisburg – Essen – Dortmund – Hamm (Westf) – Bielefeld – Hannover – Wolfsburg – Berlin-Spandau – Berlin Hbf – Berlin Südkreuz – Dresden                |
| ICE 1046 | péntek            | Berlin Ostbahnhof – Wolfsburg – Hannover – Bielefeld – Hamm (Westf) – Dortmund – Essen – Duisburg – Düsseldorf – Mönchengladbach                                                               |
| IC 1919  | vasárnap          | Dresden – Berlin Südkreuz – Berlin Hbf – Berlin-Spandau – Wolfsburg – Hannover – Bielefeld – Hamm (Westf) – Dortmund – Essen – Duisburg – Düsseldorf – Mönchengladbach – Aachen – Düren – Köln |

## Kapcsolódó állomások
A vasútállomáshoz az alábbi állomások vannak a legközelebb:
- Rheydt Central Station
- Viersen station
- Mönchengladbach-Lürrip station (Hagen Hauptbahnhof, S8)